# Манчестер-Бостон (аэропорт)
Региональный аэропорт Манчестер-Бостон (англ. Manchester-Boston Regional Airport) (ИАТА: MHT, ИКАО: KMHT, FAA LID: MHT), часто называемый просто «Аэропорт Манчестер», (англ. Manchester Airport) — гражданский аэропорт, расположенный в 5 км к югу от центрального делового района Манчестера, Нью-Гэмпшир на границе округов Рокингхем и Хилсборо. Аэропорт расположен в двух коммунах, Манчестер и Лондондерри.
Основан в 1927, впервые перевез 1 млн пассажиров в год в 1997. В 2006 было перевезено 3 896 532 пассажиров (на 10,1 % меньше, чем в 2005).
До 8 апреля 2006 года аэропорт носил название Аэропорт Манчестер, после чего были добавлены слова «Региональный» и «Бостон», что указывает на его близкое расположение к нему Бостона (80 км к югу).
Сертифицированный по Категории III B, аэропорт имеет репутацию работающего при любой погоде. Аэропорт закрывался лишь однажды, когда всё воздушное пространство США было закрыто в течение двух дней после событий 11 сентября 2001 года.

## Использование
По пассажирообороту аэропорт занимает четвёртое место в Новой Англии после Международного аэропорта Логан в Бостоне, Международного аэропорта Брэдли в Виндзор-Локс в Коннектикуте, и Аэропорта имени Т. Ф. Грина в Уорике в Род-Айленде. Муниципалитеты Большого Бостона и правительства Массачусетса и Нью-Гэмпшира приняли решение о координации использования аэропортом Манчестер-Бостон и имени Т. Ф. Грина в качестве альтернативы Международному аэропорту Логан для избежания необходимости строительства нового аэропорта.
Аэропорт Манчестер является третьим (после аэропортов Логана и Брэдли) по грузообороту в Новой Англии. В 2005 аэропорт обработал 150 млн фунтов грузов. Основными грузовыми операторами аэропорта являются FedEx, UPS и DHL. Все три компании для полётов в аэропорт Манчестер используют большие грузовые самолёты, в том числе Airbus A300, DC-10 и MD-11 (FedEx и UPS).
UPS использует аэропорт Манчестер для перевалки грузов по всем другим частям Новой Англии по контракту с Wiggins Airways, которая развозит грузы на небольших турбовинтовых самолётах в такие города как Портленд, Аугуста, Бангор, Прески-Айл, Рутлэнд и другие. Для такой 'региональной сортировки' UPS построила логистические мощности, где грузы, поступающие из хаба в Луисвилле перегружаются на грузовики и меньшие самолёты Wiggins. FedEx также ранее использовала Аэропорт Манчестер как сортировочную станцию, однако сейчас ведет перевозки в Новой Англии прямыми рейсами из Мемфиса в Портлэнд, Мэн Барлингтон, Вермонт. Контракт с почтовой службой США позволяет заполнять самолёты FedEx (прибывающие из хабов в Мемфисе и Индианаполисе) почтовыми отправлениями в дополнение к обычным экспресс- и ночной почте. DHL, самый меньший из трёх главных грузоперевозчиков Манчестера, использует Boeing 727-200 на маршруте Уилмингтон — Аллентаун — Манчестер — Уилмингтон.

## Инфраструктура и базирующиеся самолёты
Аэропорт Манчестер занимает площадь 607 га, у него две асфальтовые взлётно-посадочные полосы: 17/35 2,819 x 46 м и 6/24 2,179 x 46 м.
За 12-месячный период, заканчивающийся 31 января 2007 года, в аэропорту было совершено 93 138 взлётов-посадок, в среднем 255 в день: 41% — регулярные коммерческие рейсы, 31 % — аэротакси, 27 % — авиации общего назначения и 1 % — военные самолёты. В аэропорту базируется 100 самолётов: 75% однодвигательных, 15 % — двух- и более двигательных, 10 % — реактивных.

## История

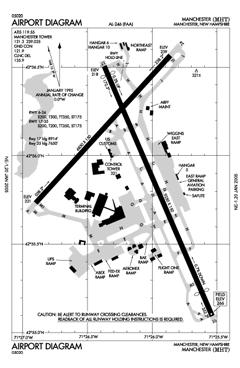
Схема ФАИ аэропорта Манчестер

Аэропорт Манчестер был создан в июне 1927, когда городской Совет выделил 15 000 долл. на этот проект. В октябре был создан авиационный совет, которому было выделено 34 га земли около Пин-Айленд-Понд. Были построены две взлётно-посадочные полосы длиной 550 м. После создания Northeast Airways в 1933 был построен первый пассажирский терминал.
Во время Второй мировой войны в аэропорту базировались 6000 парашютистов и эскадрилья противолодочной авиации. 22 февраля 1942 года база получила название Грейнер Филд в честь лейтенанта Джина Доната Грейнера, уроженца Манчестера, погибшего 16 февраля 1934 в авиакатастрофе.
Современный аэропорт Манчестера начал своё развитие в 1960-е. В 1961 был открыт терминал стоимостью 850 000 долл. В 1966 военные вывели свои подразделения, дав возможность развиваться аэропорту как гражданскому.
В 1978 аэропорт получил название Аэропорт Манчестер.
В 1960-е и 1970-е аэропорт обслуживал Northeast Airlines, которые летали на Douglas DC-6, DC-9 и FH-227. Delta Air Lines поглотила Northeast в 1972 и продолжала работу в аэропорту на DC-9 до 1982, пока не прекратила рейсы в Манчестер. В середине 1980-х авиакомпании снова стали осуществлять рейсы на реактивных самолётах из Манчестера. United Airlines в 1984 начала выполнять рейсы дважды в неделю в чикагский аэропорт О’Хара. Это было частью кампании 50 штатов, которая позволила позиционироваться United Airlines как единственному перевозчику, летающему во все 50 штатов США. На рейсах в Чикаго использовались Boeing 727 и Boeing 737, которые часто совершали промежуточные посадки в таких городах как Провиденс, Олбани, Сиракузы или Барлингтон для посадки или высадки пассажиров. Манчестер также был конкурентом для рейсов United Airlines в Бангор и Портленд, Мэн из Чикаго, но перевозчик использовал исключительно Манчестер на основных типах самолётов.
В начале 1990-х United Airlines начала рейсы между Манчестером и Международным аэропортом Вашингтон Даллес рядом с Вашингтоном, округ Колумбия. Однако создание хаба United в Даллесе не дало желаемого эффекта и, не выдержав жёсткой конкуренции, был свёрнут. На этих рейсах использовались Boeing 737, которые совершали четыре рейса в день между аэропортами. US Airways начала полёты в Манчестер через год после United Airlines, совершая рейсы в свои хабы в Питтсбурге и Филадельфии. На этих рейсах использовались DC-9 и BAC 111. Оба перевозчика в годами увеличивали присутствие в Манчестере. United Airlines сегодня совершает беспосадочные рейсы в Чикаго. Boeing 757 стал использоваться и United Airlines, и US Airways в Манчестере, это был самый большой самолёт, используемый на регулярных рейсах в аэропорту. Самолёты серии Airbus A320 также используются United Airlines, Northwest Airlines и (время от времени) US Airways.

### Развитие
В 1992 начал реализовываться план долгосрочного развития аэропорта. Через два года после его начала был открыт новый терминал площадью 14,7 тыс. кв. м., способный принимать большие самолёты. Аэропорт продолжал расширяться, были открыты новые парковки, проведены реконструкции взлётно-посадочных полос и рулёжных дорожек. В 1998 эти иныестиции окупились, MetroJet, Northwest Airlines и Southwest Airlines стали обслуживаться в аэропорту. Аэропорт стал процветать в результате действия «Эффекта Southwest», в результате которого конкурирующие авиакомпании улучшали сервис и уменьшали цены, чтобы конкурировать с бюджетными перевозчиками. В 1990-е аэропорт Манчестер опережал практически все аэропорты сходного размера по темпу роста пассажирских перевозок. В 2003 взлётно-посадочная полоса 17/35 была увеличена с 2134 до 2820 м, что дало возможность открытия беспосадочных рейсов в Лас-Вегас.
В апреле 2006 олдермены города Манчестер проголосовали за изменение названия аэропорта на Региональный аэропорт Манчестер-Бостон, чтобы привлечь больше пассажиров, повысив его узнаваемость и создав ассоциировав его с крупнейшим городом региона — Бостоном.

## Авиакомпании и назначения
- Air Canada
  - Air Canada оператор Air Georgian (Торонто-Пирсон)
- Continental Airlines
  - Continental Connection оператор Colgan Air (Ньюарк)
  - Continental Express оператор ExpressJet Airlines (Кливленд, Ньюарк)
- Delta Air Lines
  - Delta Connection оператор Atlantic Southeast Airlines (Атланта)
  - Delta Connection оператор Comair (Цинциннати/Северный Кентукки)
- Northwest Airlines (Детройт)
  - Northwest Airlink оператор Mesaba Airlines (Детройт, Миннеаполис/Сент-Пол)
- Southwest Airlines (Балтимор/Вашингтон, Чикаго-Мидуэй, Форт-Лодердейл/Голливуд, Лас-Вегас, Орландо, Филадельфия, Финикс, Тампа)
- United Airlines (Чикаго-О’Хара)
  - United Express оператор Mesa Airlines (Чикаго-О’Хара, Вашингтон-Даллес)
  - United Express оператор Trans States Airlines (Вашингтон-Даллес)
- US Airways (Шарлотт-Дуглас, Филадельфия, Вашингтон-Рейган)
  - US Airways Express оператор Air Wisconsin (Филадельфия)
  - US Airways Express оператор Colgan Air (Нью-Йорк-ЛаГардия)
  - US Airways Express оператор Mesa Airlines (Шарлотт-Дуглас)
  - US Airways Express оператор Piedmont Airlines (Нью-Йорк-ЛаГардия, Филадельфия)
  - US Airways Express оператор Republic Airways (Филадельфия, Вашингтон-Рейган)

## Грузовые операторы
- DHL
- FedEx
- United Parcel Service (UPS)

## Транспорт

### Манчестер шаттл
С 13 ноября 2006 по 30 июня 2008 выполнялась программа высокочастотных местных автобусных рейсов в/из Регионального аэропорта Манчестер-Бостон. Автобусы отправлялись каждые два часа, круглосуточно, между аэропортом, вокзалом в Вобурне (45 минут) и станцией метро Салливан-Сквер в Бостоне (75 минут). Автобус совершал обратный рейс по тому же маршруту. Для пассажиров эти автобусы были бесплатными. Впоследствии пилотная программа была закрыта, так как была успешно привлечена частная автобусная компания для подобных рейсов.
С 1 июля 2008 частная компания Flight Line Inc. осуществляет ежечасные рейсы в несколько пунктов назначения в северном Массачусетсе и Бостоне, стоимость проезда 19 долл. Для поездки требуется заранее покупать билет.

### Местные автобусные линии
Manchester Transit Authority обеспечивает рейсы между аэропортом и пригородами Манчестера.

### Автотранспорт
В 2007 началось строительства шоссе в аэропорт Манчестер, которое будет связано с автобаном F.E. Everett Turnpike. До этого попасть в аэропорт можно было только дорогами местного значения. Завершение строительства планируется в конце 2010.